# Валье-дель-Росарио
Валье-дель-Росарио (исп. Valle del Rosario) — посёлок в Мексике, штат Чиуауа, входит в состав муниципалитета Росарио и является его административным центром. Численность населения, по данным переписи 2010 года, составила 263 человека.

## Общие сведения
Название Valle del Rosario с испанского языка можно перевести как долина девы Марии Розарии.
Поселение было основано в 1640 году миссионерами-иезуитами Хосе Паскуалем и Николасом Сепедой под названием Санта-Крус-де-Тараумарас.
В начале XVIII века его стали называть Санта-Крус-дель-Падре-Эррера, в честь миссионера-иезуита Игнасио Эрреры, который управлял миссией с 1710 по 1713 годы. В 1826 году Конгресс штата присвоил поселению свое нынешнее название.